# Plutonaster keiensis
Plutonaster keiensis is een kamster uit de familie Astropectinidae.
De wetenschappelijke naam van de soort werd in 1921 gepubliceerd door Ludwig Döderlein.